# Bảo tàng Làng Opole ở Opole
Bảo tàng Làng Opole ở Opole (tiếng Ba Lan: Muzeum Wsi Opolskiej w Opolu) là một bảo tàng ngoài trời tọa lạc tại số 174 Phố Wrocławska, Opole, Ba Lan.

## Lược sử hình thành
Bảo tàng Làng Opole ở Opole được thành lập vào năm 1961. Năm 1965, công việc xây dựng triển lãm thường trực bắt đầu, và Bảo tàng chính thức mở cửa đón khách tham quan vào năm 1970.

## Triển lãm
Phần chính của triển lãm trong Bảo tàng Làng Opole ở Opole là các hiện vật thuộc kiến trúc nông thôn được chuyển giao và tái tạo nhằm thể hiện điều kiện sống của người dân nông thôn trong giai đoạn từ thế kỷ 18 đến đầu thế kỷ 20, bao gồm các công trình nhà ở, nhà kho, kho thóc, lò rèn, nhà máy, cối xay gió, nhà thờ, nhà trọ và trường học. Ngoài ra, bộ sưu tập gồm gần 7.000 tác phẩm bảo tàng trong lĩnh vực văn hóa vật chất cũng được tạo ra, bao gồm các vật phẩm lịch sử từ lĩnh vực trồng trọt, chăn nuôi, thủ công mỹ nghệ và các vật dụng trong cuộc sống hàng ngày của những người dân cư trú ở làng Opole.
Một số sự kiện quảng bá văn hóa dân gian thường diễn ra trong khuôn viên của Bảo tàng, chẳng hạn như Opole Harvest và Chợ Phục sinh.

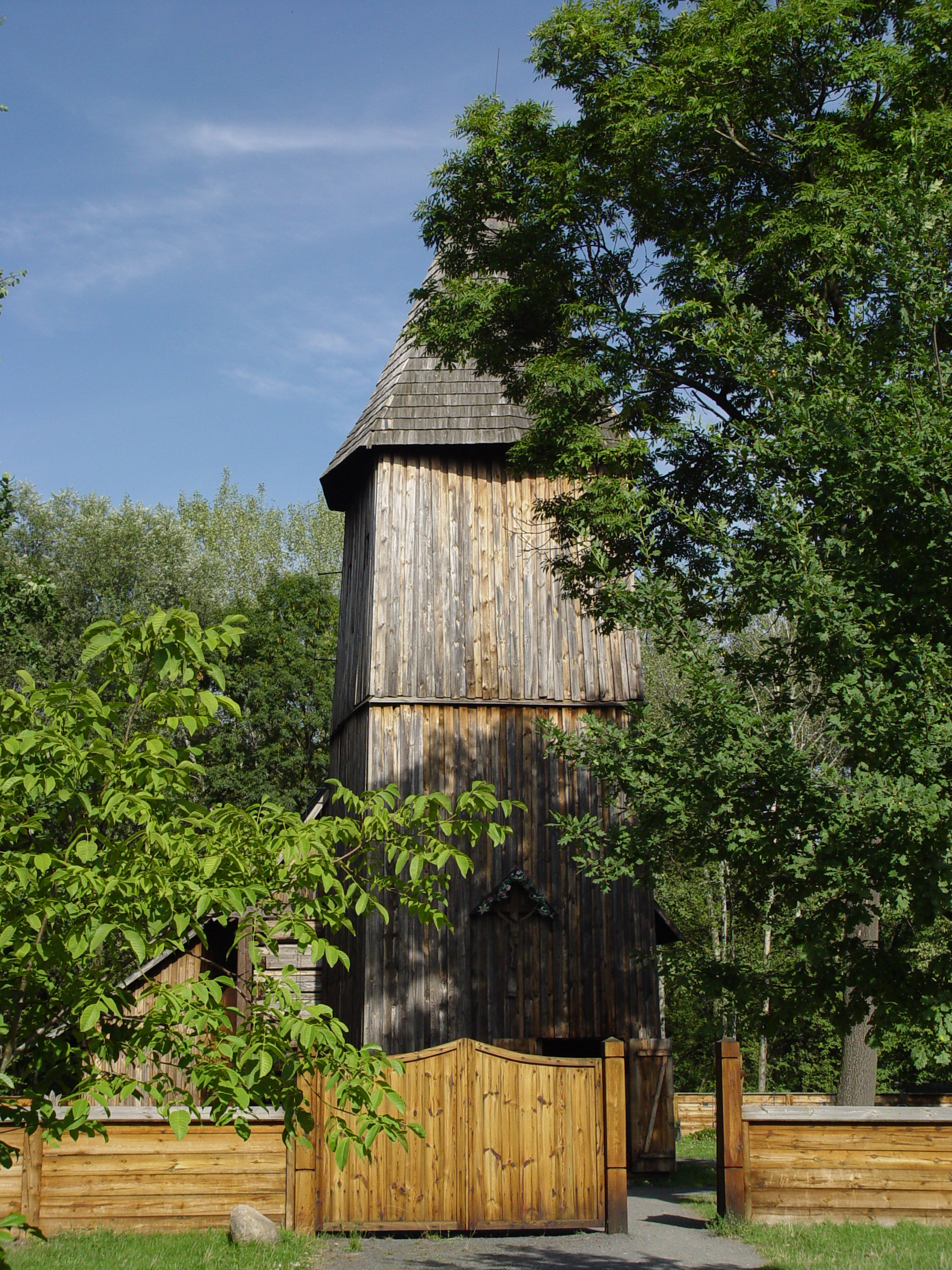
Nhà thờ
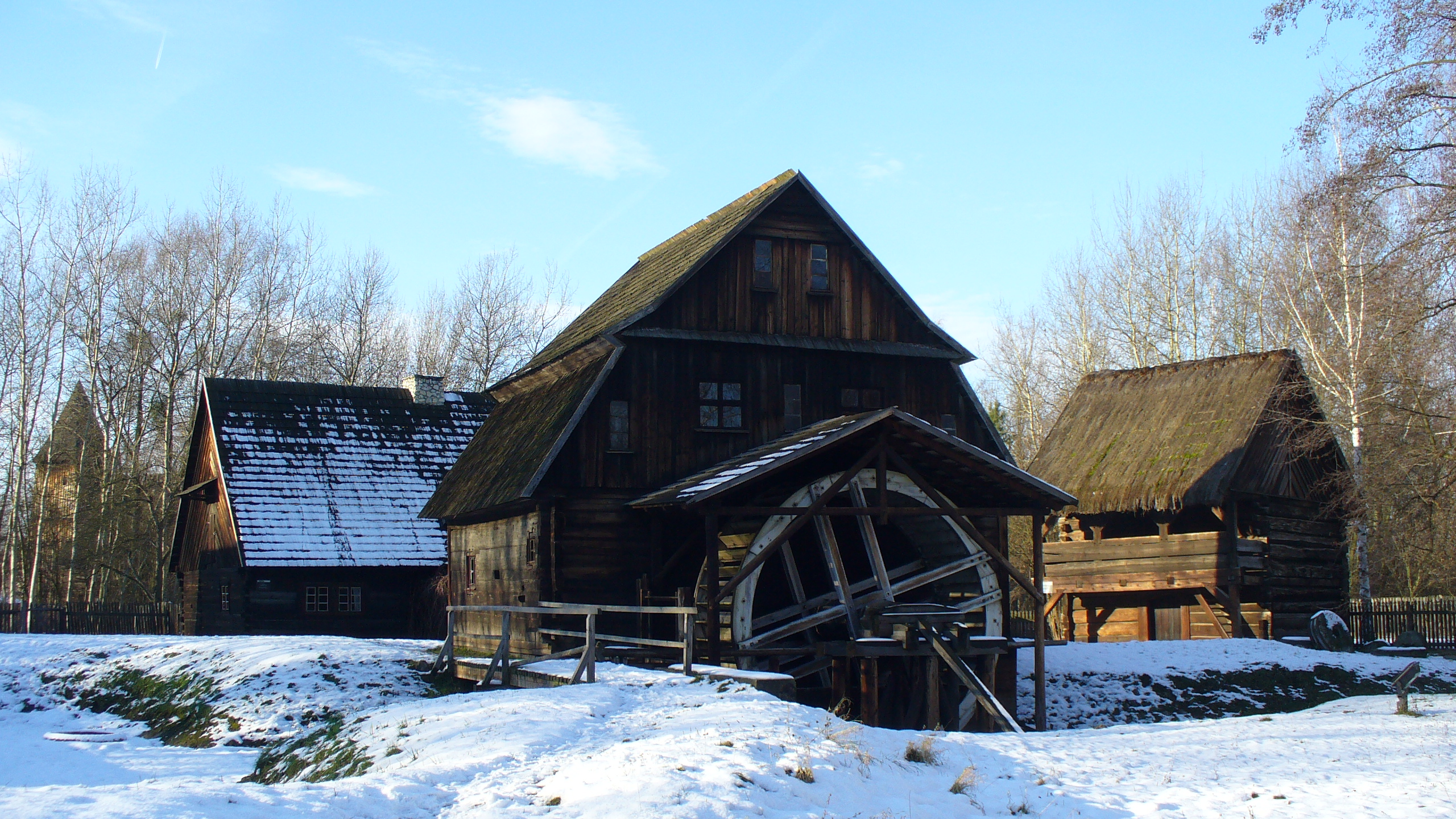
Nhà máy nước
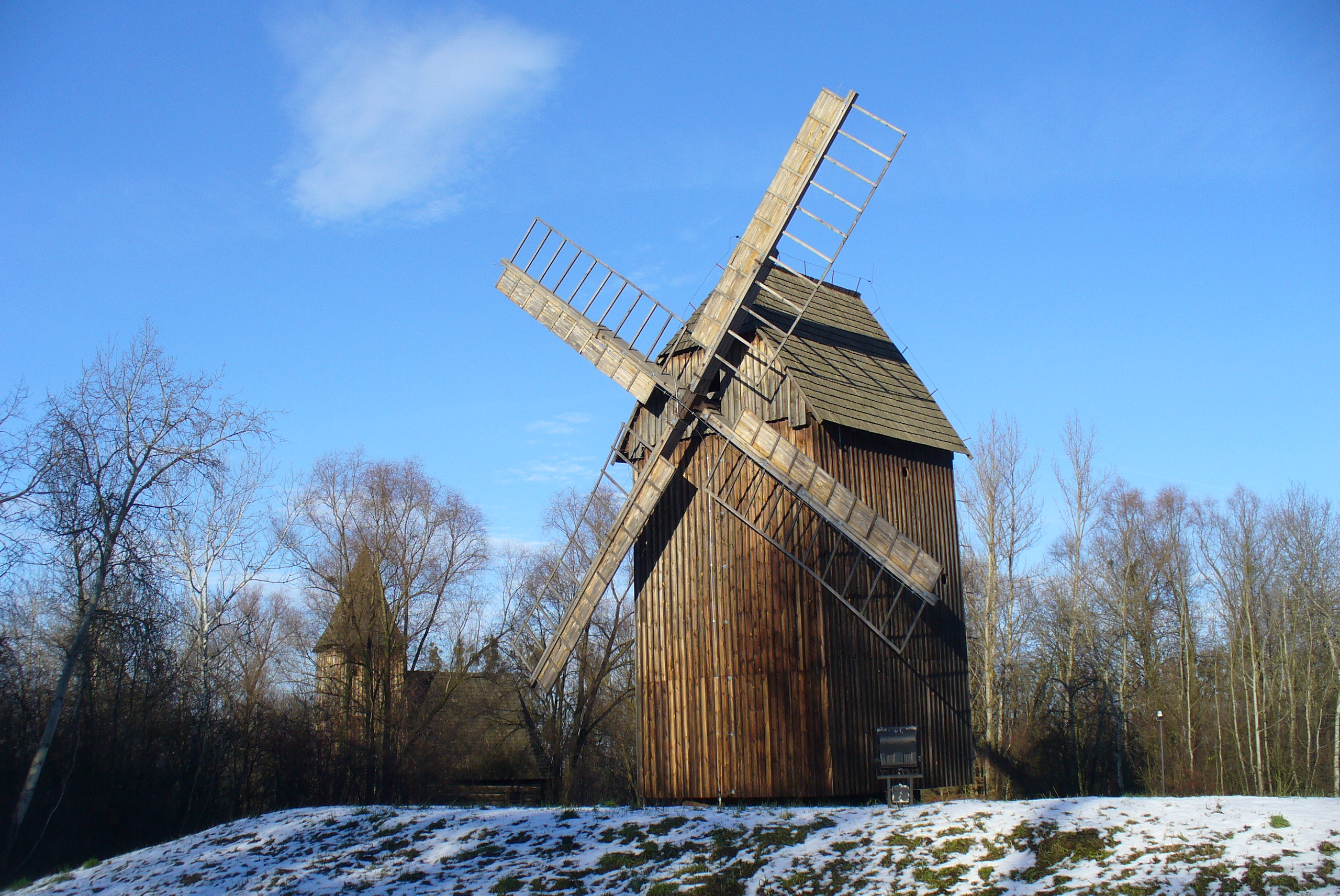
Cối xay gió
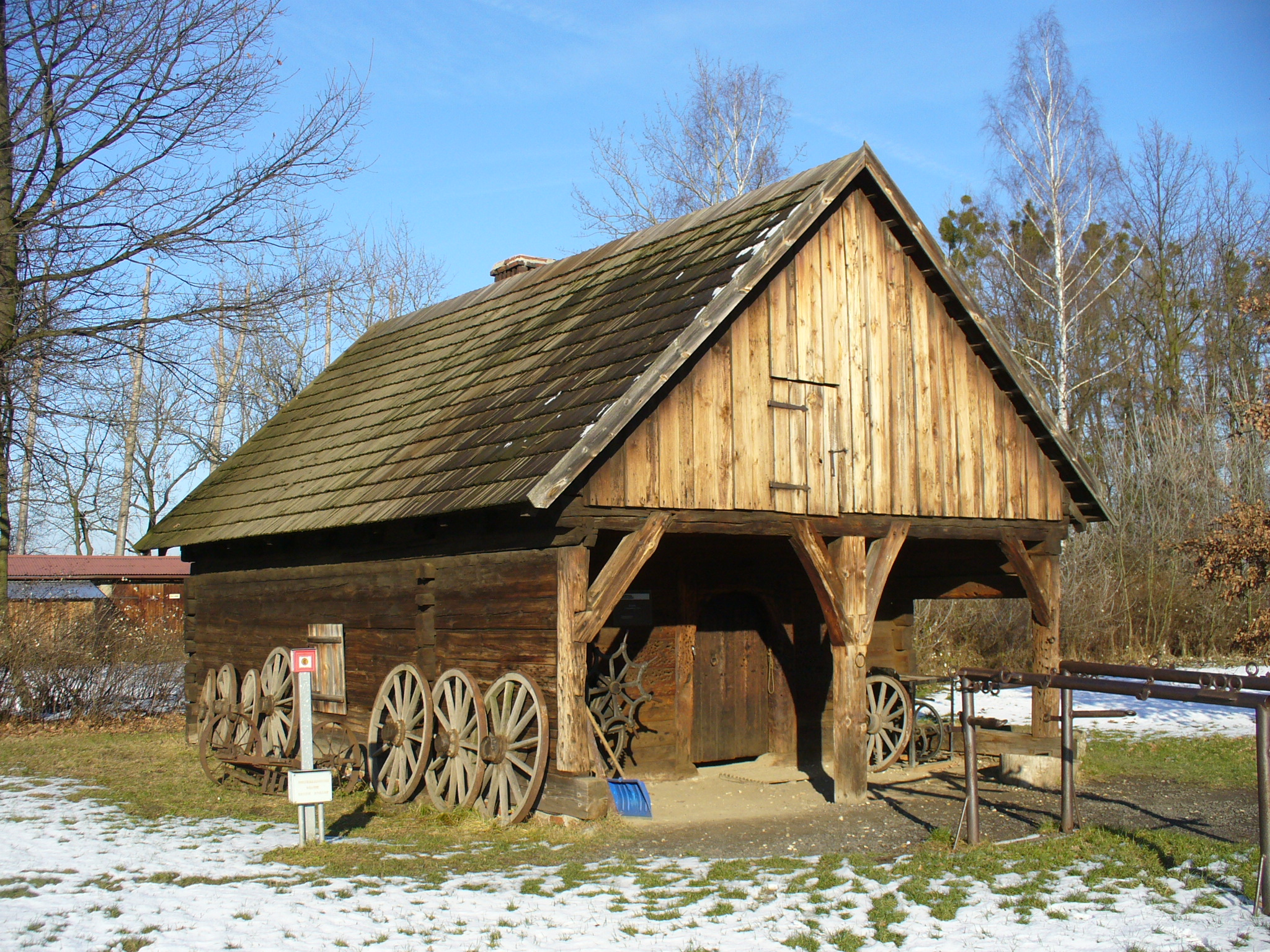
Lò rèn